# Самый длинный и бессмысленный фильм в мире
«Самый длинный и бессмысленный фильм в мире» (англ. The Longest Most Meaningless Movie in the World) — английский фильм 1968 года, снятый режиссёром Энтони Скоттом в жанре «андеграунд». Фильм необычен тем, что совершенно не имеет сюжета и длится 48 часов. Фильм установил рекорд продолжительности, который был побит в 1987 году с выходом фильма «Лекарство от бессонницы».

## Сюжет
Никаких съёмок специально для фильма не производилось. Лента состоит из рекламных блоков, нарезок других лент, не вышедших в прокат, и прочего «кинематографического мусора». В некоторых местах, например, встречается один и тот же рекламный ролик, повторяемый многократно (более 30 минут). Иногда картинка переворачивается вверх тормашками или действие двигается задом наперёд.

## Производство и показы
Энтони Скотт создал свой фильм при поддержке Swiss Film Centre (Лондон). Первый публичный показ состоялся летом 1968 года в The New Arts Lab (Дрюри-лейн, Лондон). После этого в 1969 году лента была показана на фестивале экспериментального искусства Cybervironment Plus, а в октябре 1970 года — во Французской синематеке.